# Stephen Cave
Stephen Cave (28 décembre 1820 - 6 juin 1880) est un avocat, écrivain et homme politique conservateur britannique. Il est Paymaster-General entre 1866 et 1868 et de nouveau entre 1874 et 1880 et juge-avocat général entre 1874 et 1875.

## Jeunesse et éducation
Né à Clifton, il est le fils aîné de Daniel Cave, de Cleve Hill, près de Bristol (décédé le 9 mars 1872), de son mariage le 15 avril 1820 avec Frances, seule fille de Henry Locock, médecin, de Londres. Le banquier Charles Cave, 1er baronnet, est son frère cadet. Il fait ses études à Harrow et à Balliol College, à Oxford, où il obtient son baccalauréat en 1843 et sa maîtrise en 1846.

## Carrière juridique et politique
Appelé au barreau du Inner Temple le 20 novembre 1846, Cave commence sa carrière en plaidant sur le circuit ouest. Le 29 avril 1859, il entre au Parlement en tant que parlementaire conservateur de New Shoreham et conserve ce siège jusqu'au 24 mars 1880. Il est admis au Conseil privé le 10 juillet 1866 et est vice-président de la chambre de commerce sous le comte de Derby entre 1866 et 1867, lorsque le poste est supprimé, et en tant que payeur général sous Derby puis Benjamin Disraeli de 1866 jusqu'à la chute du gouvernement conservateur en décembre 1868. En 1866, il est nommé commissaire en chef pour la négociation d'une convention de pêche à Paris.
Lorsque les conservateurs reviennent au pouvoir sous Disraeli en février 1874, Cave est nommé juge-avocat général et payeur général. Il quitte le premier poste en novembre 1875, mais continue d'être payeur général jusqu'en 1880. En décembre 1875, il est envoyé en mission spéciale en Égypte par Benjamin Disraeli pour faire un rapport sur la situation financière de ce pays avec John Stokes. Il est revenu en mars 1876 . Le 20 mars 1880, il est nommé Chevalier Grand-Croix de l'Ordre du Bain (GCB).
Il est également membre de la Society of Antiquaries, de la Zoological Society of London et d'autres sociétés savantes, président du West India Committee, administrateur de la Bank of England et de la London Dock Company  et lieutenant-adjoint et Juge de paix du Gloucestershire.

## Famille
Cave épouse Emma Jane, fille aînée du révérend William Smyth d'Elkington Hall, Lincolnshire, le 7 septembre 1852. Ils n'ont pas d'enfants. Il est décédé à Chambéry, en Savoie, le 6 juin 1880, à l'âge de 60 ans. Lady Cave est décédée en novembre 1905.

## Publications
- A Few Words on the Encouragement given to Slavery and the Slave Trade by recent Measures, and chiefly by the Sugar Bill of 1846 (1849).
- Prevention and Reformation the Duty of the State or of Individuals? With some account of a Reformatory Institution (1856).
- On the distinctive Principles of Punishment and Reformation (1857).
- Papers relating to Free Labour and the Slave Trade (1861)[1].